# 堺シュライクスの選手一覧
堺シュライクスの選手一覧（さかいシュライクスのせんしゅいちらん）は、関西独立リーグ (2代目)（さわかみ関西独立リーグ）の堺シュライクスに所属する選手・指導者、およびかつて所属した主な選手の一覧である。

## 現役選手・スタッフ

### 監督・コーチ
| 名前     | 背番号 | 役職       | 備考 |
| -------- | ------ | ---------- | ---- |
| 大西宏明 | 217    | 監督       |      |
| 山本翔也 | 47     | 投手コーチ |      |

### 投手
| 名前     | 背番号 | 投打 | 備考                                      |
| -------- | ------ | ---- | ----------------------------------------- |
| 高良一成 | 11     | 左左 |                                           |
| 野中赳   | 12     | 右右 | 2025年度新入団                            |
| 宮本祐気 | 14     | 左左 |                                           |
| 高橋蓮   | 15     | 右右 | 登録名「蓮」                              |
| 崎山颯人 | 16     | 右右 |                                           |
| 星野隆成 | 17     | 右右 | 2025年度新入団                            |
| 森山翔宇 | 19     | 右右 |                                           |
| 渡口奏   | 20     | 左左 | 2025年度新入団                            |
| 西有喜   | 21     | 右右 |                                           |
| 中圭佑   | 23     | 右右 | 外野手登録から変更                        |
| 和泉咲人 | 39     | 右右 |                                           |
| 久保拓眞 | 61     | 左左 | 2025年度新入団 元・東京ヤクルトスワローズ |

### 捕手
| 名前     | 背番号 | 投打 | 備考           |
| -------- | ------ | ---- | -------------- |
| 桑田皐輝 | 1      | 右右 | 2025年度新入団 |
| 富施賢太 | 2      | 右右 | 2025年度新入団 |
| 川合祐聖 | 22     | 右右 | 2025年度新入団 |

### 内野手
| 名前       | 背番号 | 投打 | 備考           |
| ---------- | ------ | ---- | -------------- |
| 十倉幸太   | 3      | 右左 | キャプテン     |
| 金村隆太郎 | 4      | 右右 | 2025年度新入団 |
| 車谷仁     | 6      | 右右 |                |
| 久保地一馬 | 7      | 右左 |                |
| 金城悠月   | 25     | 右右 | 2025年度新入団 |
| 高橋楓真   | 26     | 右右 | 副キャプテン   |
| 市山鉄志朗 | 50     | 右左 |                |
| 田中浩大   | 66     | 右左 | 2025年度新入団 |

### 外野手
| 名前     | 背番号 | 投打 | 備考                          |
| -------- | ------ | ---- | ----------------------------- |
| 徳永光希 | 8      | 右左 | 2025年度新入団                |
| 石毛陽己 | 10     | 右右 | 2025年度新入団                |
| 佐藤太紀 | 28     | 右右 | 2025年度新入団 佐藤輝明の実弟 |
| 小倉和士 | 31     | 右左 | 2025年度新入団                |

## 過去に在籍した主な選手

### NBP入団選手
※年はNPB入団前の最終所属年度。当球団から直接入団した選手に限る。
- 2024年
  - 松本龍之介 - 東京ヤクルトスワローズ（育成ドラフト4位、2025年 - ）

### その他
- 秋山凌 - 最多安打（2022年）、ベストナイン（2022年）
- 植田拓
- 上村広野 - ベストナイン（2022年）
- 大神康輔 - ベストナイン（2022年）
- 大橋諒介 - 首位打者（2020年）
- 折下光輝 - 元・読売ジャイアンツ、最多本塁打（2022年）、最多打点（2022年）、ベストナイン（2022年・2023年）
- 片岡篤志
- 河内山拓樹 - 最多セーブ（2020年）、リーグ初のノーヒットノーラン達成
- 神原裕司 - 首位打者（2019年）、最多打点（2019年）
- 小牧顕士郎 - 最多セーブ（2021年）
- 佐野太河
- 沢田将聖 - 最多勝利（2022年）
- 瀬井裕紀 - 首位打者（2022年）、最多盗塁（2022年）、ベストナイン（2022年）
- 高山優希 - 元・北海道日本ハムファイターズ
- 中道勝士 - 元・オリックス・バファローズ
- 中村総一郎 - 最多勝利（2022年）、最優秀防御率（2022年）、MVP（2022年）、ベストナイン（2022年）
- 中村拓 - 最優秀防御率（2021年）
- 西川貴雅 - ベストナイン（2022年）
- 根本和也 - 2023年より千葉ロッテマリーンズブルペン捕手
- 野崎純世 - お笑いコンビ・スレンダーパンダのツッコミ担当、登録名「じゅんせー」[3]
- 藤村翔 - 2025年より北海道日本ハムファイターズブルペン捕手[4]
- 松本凌弥 - ベストナイン（2022年）
- 宮城竜輝 - 宮城滝太の実弟
- 村上海斗 - 元・読売ジャイアンツ、最多セーブ (2022年)、ベストナイン（2022年）
- 吉田亘輝 - 最多勝（2019年・2020年）
- 吉田大就 - 吉田大成の実弟、キャプテン（2022年）